# Mordfall Lydia Schürmann
Beim Mordfall Lydia Schürmann handelt es sich um den Mord an der 13-jährigen Lydia Schürmann aus St. Vit in Nordrhein-Westfalen, deren Leichnam im August 1962 erst Monate nach ihrem Verschwinden von einem Pilzsammler etwa 20 km von ihrem Wohnort entfernt bei Bielefeld gefunden wurde. Das Verbrechen ist bis heute nicht aufgeklärt. Aufsehen erregte der Fall, nachdem ab Juli 2006 mehrere anonyme Briefe des angeblichen Täters aufgetaucht waren, in denen dieser den Mord an Schürmann und später noch eine weitere Tat gestand, um nach eigener Aussage sein Gewissen zu erleichtern. Nachdem über zwei Jahre lang intensiv nach dem Briefschreiber gefahndet worden war – unter anderem wurde im Sommer 2007 auch in der Fernsehserie Aktenzeichen XY … ungelöst nach dem Mann gesucht – stellte sich Ende 2008 heraus, dass der Verfasser der Briefe ein 34-jähriger Mann aus dem Saarland war, der mit den Morden nichts zu tun hatte und aufgrund seines Alters auch nicht haben konnte.

## Vorgeschichte
Lydia Schürmann lebte in St. Vit, heute zu Rheda-Wiedenbrück in Nordrhein-Westfalen gehörend, und verschwand am 26. April 1962. Das 13-jährige Mädchen hatte an diesem Tag nach einem Streit mit ihrer Mutter Hausarrest erhalten und war aus dem Fenster ihres Zimmers geklettert, um von zu Hause fortzulaufen. Nach Aussage eines belgischen Lastwagenfahrers, der sie als Anhalterin mitgenommen hatte, wollte sie nach Frankreich reisen. Der Fahrer hatte sie bis zur niederländischen Grenze nach Elmpt mitgenommen, wo sie Heimweh bekam und beschloss, per Anhalter wieder zurückzufahren.
Bei Mönchengladbach verlor sich die Spur des Mädchens, bis einige Monate später, am 19. August 1962, Schürmanns Leiche mit Würgemalen auf einem abgelegenen Feldweg in der Nähe der Autobahn A 2 bei Bielefeld von einem Pilzsammler gefunden wurde. Obwohl in der folgenden Zeit intensiv nach dem Mörder des Mädchens gefahndet wurde und schließlich auch 1968 in der Fernsehsendung Aktenzeichen XY … ungelöst mit Eduard Zimmermann die Öffentlichkeit um Hilfe gebeten wurde, konnte der Täter bisher nicht ermittelt werden.

## Die Briefe
Die Suche der Polizei nach dem Täter blieb auch Jahre nach dem Verbrechen ergebnislos. Hoffnung, den Mordfall dennoch aufzuklären, kam im Juli 2006 auf, als bei der Polizei in Kaiserslautern ein Brief einging, in dem der Verfasser gestand, Anfang der 1960er Jahre ein Mädchen mit seinem Wagen mitgenommen und später getötet zu haben. Er gab an, Angst vor dem Gefängnis gehabt zu haben, dass er dort sterben werde und dass er dennoch wegen seines mittlerweile hohen Alters sein Gewissen beruhigen wolle.
Wegen der im Brief genannten Details gingen die Fahnder davon aus, dass der Brief echt sei. Im Januar 2007 tauchte ein zweiter anonymer Brief bei der Polizei auf, diesmal in Bielefeld, in dem der Verfasser angab, etwas zur Klärung des Mordfalles Lydia Schürmann beitragen zu können. Die auf beiden Briefen gefundenen DNA-Spuren stellten sich als identisch heraus.
Kurz darauf meldeten sich Fahnder aus Nürnberg bei ihren Kollegen aus Bielefeld, da im November 2005 dort bereits ebenfalls Briefe eingegangen waren, in denen der Verfasser angab, Kenntnis von einem Mord zu haben. Er behauptete, ein mittlerweile verstorbener Freund habe im Februar 1970 die 29-jährige Heiderose Berchner getötet, eine obdachlose Prostituierte aus Nürnberg, die in der Nähe von Ulm verbrannt aufgefunden wurde. Auch hierzu war 1970 in Aktenzeichen XY … ungelöst erfolglos zur Fahndung aufgerufen worden. Im Zuge dessen wurde von den Ermittlern verlautbart, dass der Mörder von Heiderose Berchner auch für vier weitere bislang ungeklärte Morde verantwortlich sein könnte, bei denen die Opfer ebenfalls aus Nürnberg stammten und dem Schema der ersten Opfer entsprachen. Dieser Mitteilung folgte später ein weiterer Brief, in welchem der angebliche Täter bestritt, mit den vier zusätzlichen Morden etwas zu tun zu haben.
Zu diesem Zeitpunkt wurde durch Ermittlungskommissionen, die zeitweise aus bis zu 30 Beamten bestanden, nach einem Mann gefahndet, der auf älter als 64 Jahre geschätzt wurde. Es wurde vermutet, dass er im Saarland lebte, da alle Briefe dort aufgegeben wurden, früher im Speditionsgewerbe tätig war und sich dadurch in Nordrhein-Westfalen und Bayern aufgehalten haben könnte. Außerdem waren seinerzeit in der Nähe des Nürnberger Tatorts Reifenspuren eines Opel Diplomat gefunden worden, weswegen vermutet wurde, der Täter habe damals einen Wagen dieses Typs gefahren. Im Sommer 2007 war für die Ermittler klar, dass er aus der Nähe von Weiskirchen im Saarland stammen müsse. Im Juli 2007 wurde die Gemeindeverwaltung Weiskirchen in einem Brief aufgefordert, ein Konzert des Sängers DJ Ötzi abzusagen, sonst werde dieser umgebracht. Dem Brief lag ein Zeitungsausschnitt mit einer Werbung für das Konzert bei, die nur in einer in Weiskirchen erscheinenden Teilausgabe veröffentlicht worden war. Durch einen Fingerabdruck und DNA-Spuren auf dem Brief konnte der Verfasser als derjenige identifiziert werden, der bereits zuvor die Briefe an die Polizeibehörden geschickt hatte. Allerdings wurde mittlerweile nicht mehr davon ausgegangen, dass den Mann Gewissensbisse dazu brachten, die Briefe zu schreiben. So äußerte er in den Briefen kein Wort des Bedauerns und ließ kein Mitleid mit den Opfern und ihren Angehörigen erkennen. Dennoch wurde weiterhin nach einem alten Mann aus Weiskirchen gefahndet. Im November 2008 wurden schließlich etwa 5000 männliche Senioren aus dem Umkreis der saarländischen Gemeinde zu einem Speicheltest (DNA-Reihenuntersuchung) gebeten.

## Identifizierung des Briefeschreibers
Im November 2008, zwei Wochen nach Beginn der Speicheltests, erkannte ein Postbote aus Weiskirchen die Handschrift des Briefeschreibers auf einer Postkarte. Sie kam von einem 34-jährigen Mann aus Weiskirchen, der seinen Eltern eine Postkarte aus einer psychiatrischen Klinik am Chiemsee geschickt hatte. In die Klinik hatte er sich zuvor freiwillig stationär einweisen lassen, nachdem die Polizei den Massengentest gestartet hatte. Die Handschrift des Mannes und seine DNA passten zu allen verfassten Briefen. Bei der Vernehmung durch die Polizei gestand der Täter, die Briefe geschrieben zu haben. Später wurde ihm ein extremes Geltungsbedürfnis attestiert. Bei der Durchsuchung seiner Wohnung fand sich ein umfangreiches Medienarchiv mit Zeitungsausschnitten aus den 1960er und 1970er Jahren sowie ein riesiges Archiv von Videos und DVDs, unter anderem mit Aufzeichnungen von Nachrichten- und Kriminalsendungen wie Aktenzeichen XY … ungelöst. Daraus hatte der Täter seine Kenntnis der Taten bezogen.
Nachdem die Herkunft der Briefe aufgeklärt war, teilte die Polizei in einer Presseerklärung mit, der Täter habe insgesamt sieben Briefe verschickt, in denen er nicht nur behauptete, die Morde an Schürmann und Berchner aufklären zu können, sondern auch erklärte, noch elf weitere Morde im Zeitraum von 1961 bis 1992 begangen zu haben. Er konnte jedoch, unter anderem wegen seines Alters, diese Morde nicht verübt haben. Gegen ihn wurde im Anschluss wegen der Bedrohung zum Nachteil des Sängers DJ Ötzi, wegen versuchter Strafvereitelung sowie Vortäuschen einer Straftat ermittelt. Der Gentest wurde abgebrochen.